# Connexochiton platynomenus
Connexochiton platynomenus is een keverslakkensoort uit de familie van de Ischnochitonidae. De wetenschappelijke naam van de soort is voor het eerst geldig gepubliceerd in 1979 door Kaas.